# وزارة الشؤون الاقتصادية والمالية (إيران)

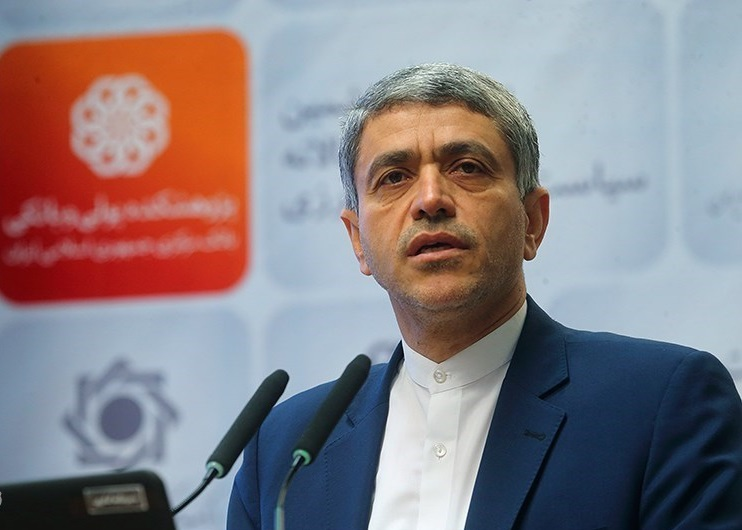
علي طيب نيا وزير الشؤون الاقتصادية والمالية الإيراني يتحدث في مؤتمر السياسة النقدية والعملات في طهران

وزارة الشؤون الاقتصادية والمالية هي واحدة من 18 وزارة الحكومية المسؤولة عن السياسات الاقتصادية والتنظيم المالي والسياسة الضريبية والتعاون الاقتصادي والمشاريع المشتركة مع الدول الأخرى. حاليا علي طيب نيا وزير الاقتصاد والمالية في جمهورية إيران الإسلامية.
مهام وزارة الشؤون الاقتصادية والمالية في إيران باختصار هي:
- تعمل بوصفها خزينة الدولة،
- المالية العامة،
- صنع السياسات الاقتصادية والمالية،
- تنفيذ السياسات الضريبية،
- المسؤولة عن الاستثمار الأجنبي المباشر،
- توجيه الشبكة المصرفية ومؤسسات التأمين التجاري،
- تنظيم الأسواق المالية في البلاد، وانظر أيضا: البنك المركزي الإيراني.
- وينتمي معظم منظمات ومعاهد صنع السياسات في مجال تجارة السلع والخدمات إلى وزارة الشؤون الاقتصادية والمالية.

## وصف الأهداف والمهام

### مهام

#### إعداد ووضع
- وضع السياسات الاقتصادية والمالية والتنسيق في تنفيذها.
- إعداد وتنظيم فواتير عملية الميزانية السنوية في البلاد.
- وضع وتنفيذ برامج التعاونات الاقتصادية والمالية والتقنية لإيران مع الدول الأخرى والمنظمات والمؤسسات المالية الدولية وتنسيق الإشراف على هذه العلاقات والعلاقات الدولية.
- صيانة الوثائق الملكية لأموال الحکومة غير المنقولة التي يحق استخدامها للأجهزة التنفيذية المعنية.
- العرض، تلقي، والتحقيق والتعامل مع كافة الأمور المتعلقة بالاستثمارات الإيرانية في الخارج والاستثمارات الأجنبية في إيران فضلا عن تقديم المساعدة التقنية والاقتصادية للدول الأجنبية.[2]

#### دراسة ورصد
- رصد الأنشطة المالية والاقتصادية للقطاع الخاص من أجل تنفيذ برامج التنمية الاقتصادية.
- مراقبة كشف وتحصيل الضرائب المباشرة وغير المباشرة والرسوم والتکاليف الجمركية.
- رعاية استلام سائر مصادر الدخل الحكومي للبلد التي درج في قانون الميزانية.
- تحقيق والموافقة مع دفع ديون الوزارات والمؤسسات الحکومية.
- المراجعة والتعليق على التشريعات والتصديقات المقترحة للأجهزة التنفيذية والتي لها الجوانب المالية والمحاسبية والتجارية والاقتصادية والمصرفية.
- تحقيق في التمويل والميزانية العمومية وحساب الأرباح والخسائر للشركات العامة التي تتملكها الدولة.
- تحقيق في مخزون ورصد وترکيز الممتلکات العامة في حوزة السلطة التنفيذية.
- تحقيق في انتهاکات الأحکام في دفع التکاليف واتخاذ إجراءات بشأنها وفقا للمادة 91 قانون المحاسبة العمومية.
- التحقيقات المالية لتحديد مصادر الدخل للبلاد وتقديم الوضع أو تعديل القوانين واللوائح المالية.
- تلقي القوائم الشهرية والسنوية من الأجهزة التنفيذية لمراجعتها وإدراجها في مشروع قانون الميزانية السنوية للبلاد.
- الإعداد والتوزيع وكذلك الإشراف على طباعة الأوراق المالية الحكومية والأوراق الأخرى التي تستخدم من أجل الحصول علی الإيرادات العامة للحكومة في قانون الميزانية للبلد.[2]

#### الشئون التنفيذية
- تنفيذ الالتزامات المتعلقة بالشئون النقدية والمصرفية، والتأمينية، والعملات الأجنبية والائتمانية في البلاد التي بحسب قوانين ولوائح يتمّ تفويضها إلی وزارة الشؤون الاقتصادية والمالية.
- تنفيذ العناية العامة للاستيراد والتصدير والاتفاقات التجارية والاتفاقات المقايضة وتطبيق اللوائح الجمركية حول الإعفاءات والقيود.
- ايجاد التسهيلات والمساعدات اللازمة للعمال والفلاحين في شراء أسهم وحدات الإنتاج الخاضعة لقانون انتشار ملكية وحدات الإنتاج.
- تخصيص الأموال اللازمة لتغطية التکاليف الجارية والتنموية بالتعاون مع منظمة الإدارة والتخطيط للبلد وإبلاغها إلى الجهات التنفيذية المعنية.
- دفع التخصيصات الموافقة عليها في الميزانية الوطنية بما في ذلك التخصيصات الحالية والتنمية والمخصصة بالحسابات المصرفية للوزارات والمؤسسات والهيئات التنفيذية الأخرى.
- دفع الإعارة والائتمان إلى الحكومات والمؤسسات الأجنبية الدولية، فضلا عن الحصول واستخدام الائتمان والقروض الأجنبية.[2]

## وصلات خارجية
- الموقع الرسمي